# Wereldkampioenschappen wielrennen 1972
De wereldkampioenschappen wielrennen 1972 op de weg werden op 5 (dames) en 6 (profs) augustus gereden in het Franse Gap. Omdat er dat jaar Olympische Spelen in München waren, stonden enkel de kampioenschappen voor vrouwen en profs op het programma. Voor de amateurs golden de olympische wedstrijden ook als wereldkampioenschappen.
Bij de profs kwam in de finale na een demarrage van Eddy Merckx een kopgroep van tien renners tot stand, met daarin vier Italianen (Marino Basso, Franco Bitossi, Michele Dancelli en Wladimiro Panizza), drie Belgen (Eddy Merckx, Roger De Vlaeminck en Frans Verbeeck) en verder Joop Zoetemelk, Cyrille Guimard en Leif Mortensen. De Vlaeminck en Panizza zouden nog terugvallen en ingelopen worden door de achtervolgers. De Italianen werkten goed samen en profiteerden van de rivaliteit bij de Belgen. Op het einde leek Bitossi naar de zege te rijden, nadat hij een uitval van Guimard had beantwoord. Maar Merckx reageerde nog en bracht zo de spurter Basso mee, die in de laatste meters zijn landgenoot nog voorbijsnelde. 
Bij de dames werd Geneviève Gambillon de eerste Franse wereldkampioene. Ze was de snelste van een kopgroep van zes. Keetie Hage viel al in de eerste ronde.

## Uitslagen[1]

### Mannen elite (272,574 km)
| pos.   | renner                   | land       | tijd     |
| ------ | ------------------------ | ---------- | -------- |
| Goud   | Marino Basso             | Italië     | 7u05'59" |
| Zilver | Franco Bitossi           | Italië     | z.t.     |
| Brons  | Cyrille Guimard          | Frankrijk  | z.t.     |
| 4      | Eddy Merckx              | België     | z.t.     |
| 5      | Joop Zoetemelk           | Nederland  | z.t.     |
| 6      | Michele Dancelli         | Italië     | z.t.     |
| 7      | Leif Mortensen           | Denemarken | z.t.     |
| 8      | Frans Verbeeck           | België     | z.t.     |
| 9      | Jean-Pierre Danguillaume | Frankrijk  | +1'07"   |
| 10     | Felice Gimondi           | Italië     | z.t.     |

### Dames (60,5 km)
| pos.   | renster             | land        | tijd     |
| ------ | ------------------- | ----------- | -------- |
| Goud   | Geneviève Gambillon | Frankrijk   | 1u38'41" |
| Zilver | Ljoebov Zadoroznaja | Sovjet-Unie | +1"      |
| Brons  | Anna Konkina        | Sovjet-Unie | z.t.     |

1921 · 
1922 · 
1923 · 
1924 · 
1925 · 
1926 · 
1927 · 
1928 · 
1929 · 
1930 · 
1931 · 
1932 · 
1933 · 
1934 · 
1935 · 
1936 · 
1937 · 
1938 · 
1946 · 
1947 · 
1948 · 
1949 · 
1950 · 
1951 · 
1952 · 
1953 · 
1954 · 
1955 · 
1956 · 
1957 · 
1958 · 
1959 · 
1960 · 
1961 · 
1962 · 
1963 · 
1964 · 
1965 · 
1966 · 
1967 · 
1968 · 
1969 · 
1970 · 
1971 · 
1972 · 
1973 · 
1974 · 
1975 · 
1976 · 
1977 · 
1978 · 
1979 · 
1980 · 
1981 · 
1982 · 
1983 · 
1984 · 
1985 · 
1986 · 
1987 · 
1988 · 
1989 · 
1990 · 
1991 · 
1992 · 
1993 · 
1994 · 
1995 · 
1996 · 
1997 · 
1998 · 
1999 · 
2000 · 
2001 · 
2002 · 
2003 · 
2004 · 
2005 · 
2006 · 
2007 · 
2008 · 
2009 ·
2010 · 
2011 · 
2012 · 
2013 · 
2014 · 
2015 · 
2016 · 
2017 · 
2018 · 
2019 · 
2020 ·
2021 ·
2022 ·
2023 ·
2024 ·
2025 ·
2026